# 彭代利
彭代利（希臘語：Πεντέλη）是希腊阿提卡大區北雅典专区的市镇，位于雅典都会区的东北部。市镇面积为36.064平方公里，2021年人口数量为35,610人。
此市镇成立于2011年地方政府改革中，由原三个市镇合并而成，原市镇则成为此市镇的市区。市镇的名字来自彭代利山。

## 人口数据
| 年份 | 同名市区 | 同名市镇 |
| ---- | -------- | -------- |
| 1981 | 2,286    | -        |
| 1991 | 3,197    | -        |
| 2001 | 4,829    | -        |
| 2011 | 4,995    | 34,934   |
| 2021 | 5,076    | 35,610   |